# 特攻聯盟2
是一部2013年超级英雄喜剧动作片，改编自馬克·米勒与John Romita, Jr.创作的同名漫画。它是2010年《特攻聯盟》的续集，杰夫·瓦德洛为导演和编剧，上部导演馬修·范恩担任该片的联合制片人。亞倫·強森、克蘿伊·摩蕾茲和克里斯托弗·明茨-普洛斯继续担任主演。
英国和美国分别于2013年7月19日、8月16日上映。以2800万美元的預算，獲得6079萬美元的成績，評價普遍褒貶不一，牽涉暴力的橋段、編劇設計受到批評，克蘿伊·摩蕾茲的演技獲得好評。

## 剧情
前作的事件落幕四年後，戴夫·莱佐斯基（亚伦·约翰逊 饰）不再以“海扁王”身份打击犯罪后过上了无聊的生活，开始接受“超杀女”明蒂·麥奎迪（科洛·莫瑞兹 饰）的训练成为英雄角色。意外杀死母亲的克里斯·达米柯（克里斯托弗·明茨-普洛斯饰）被家族的钱控制，将自己重塑为超级恶棍“臭B王”，发誓要报复海扁王。监护人马库斯（莫里斯·钱雷诺 饰）发现明蒂仍在打击罪犯，要她发誓放弃这种行为。戴夫的女友凯蒂·多玛（琳德茜·冯塞卡 饰）已经注意到戴夫的怪异行为，认为他跟明蒂（她告诉凯蒂自己曾骗过戴夫）联手欺骗他，于是跟他分手。戴夫回到了“海扁王”的生活中，加入由“星条旗上校”（金·凯瑞 饰）主导的超级英雄团队“正义永存联盟”，其他成员包括“单挑王”（戴维的朋友马蒂）、“重力博士”、“虫人”、“暗夜骚货”和一对失去了孩子汤米的父母。
小队接到关停一家妓院的大任务之前，在粥厂工作，还负责街道巡逻。“海扁王”开始与“暗夜骚货”发生性关系，还跟马蒂试图让朋友托德加入到英雄团队中，反倒因托德所选的身份“爆屌侠”——“海扁王”的翻版而疏远他。
、
明蒂尝试过上正常的生活，离开了学校的舞蹈队，在试镜时用煽情打动观众。戴夫想说服明蒂加入“正义永存联盟”，但被她拒绝了，说要跟男朋友约会。但约会最终因恶霸同学所计划的残酷恶作剧而泡汤，明蒂被扔在荒郊野林里，要独自步行回家。戴夫安慰哭泣的明蒂，鼓励她用团队的招数击败恶霸。第二天，明蒂按照计划对恶霸恶言相向，还用「嘔吐棒」教训了他，最终被学校休学。
戴夫的父亲发现了戴夫的“海扁王”服装，意识到儿子的身份。同时，“臭B王”组建了一支超级恶霸帮派“蛇蝎婊子团”，还在地下基地中弄了一个养着活鲨鱼的水箱。他发现“星条旗上校”被追随者“臭俄后”在Twitter斩首，嘲讽了正义永存联盟。后来，他跟踪“午夜骚货”企图强奸，但却无法勃起。当警察到达时，“臭俄后”秒杀所有警察，让两个打扮过的恶棍和义务警员被警察逮捕。警察透过IP地址追踪到戴夫，戴夫的父亲为了包庇儿子，谎称自己是“海扁王”。
“臭B王”对真正的“海扁王”被捕很不服气，从无意中加入到“臭B王”团队的托德身上得知，被认定为“海扁王”的其实是戴夫的老爸。“臭B王”在监狱里把莱佐斯基先生打死，还将他的死状拍照，发给戴夫，暴露出他的真实身份實為克里斯·达米科。悲痛欲绝的戴夫发誓要放弃“海扁王”的身份，这是他答应过父亲的。父亲的葬礼上，“臭B王”的帮派伏击并绑架了戴夫。明蒂开着面具车追了上去，打死了所有跟班，救出戴夫，让戴夫跟“臭B王”较量。
戴夫和他的超级英雄伙伴們扫荡了恶棍的老巢，冲突随之而来。“超杀女”跟“臭俄后”面对面，但最初被后者压倒。然而，“超杀女”糊弄了“臭俄后”，给她打了肾上腺素，顿时力量慢慢。在屋顶的战斗中，“臭B王”几乎从天窗坠地，但“海扁王”拉住他。“臭B王”拒绝帮助，掉进了自己的鲨鱼池中被咬伤。
“正义永存联盟”决定发起超级英雄的职责，改用平常人的身份帮助人们。明蒂告诉戴夫，自己是被通缉的杀人犯，需要离开纽约去外地避风头，但市民们需要“海扁王”。明蒂离去前亲了海扁王。戴夫接受了这份職責，开始加强训练并升级装备。
在片尾彩蛋中，克里斯在鲨鱼的袭击中幸存下来，但因腿部和阴茎被鲨鱼咬伤而大声尖叫。

## 演員
| 演員                                            | 角色                                                                       | 備註                                                         |
| 亞倫·強森 Aaron Taylor-Johnson                  | 戴夫·萊佐斯基「屌爆俠」 Dave Lizewski（Kick-Ass）                          | 本劇主角，穿著綠黃緊身衣的平凡英雄。                         |
| 克蘿伊·摩蕾茲 Chloe Moretz                      | 明蒂·麥奎迪「超殺女」 Mindy Macready（Hit-Girl）                                 |                                                              |
| 克里斯托弗·明茨-普洛斯 Christopher Mintz-Plasse | 克里斯·達米柯「臭B王／紅霧俠」 Chris D'Amico（The Motherfucker／Red Mist） |                                                              |
| 金·凱瑞 Jim Carrey                              | 賽爾·貝托里尼「星條旗上校」 Sal Bertolinni（Colonel Stars and Stripes）    | 「正義永存聯盟 Justice Forever」發起兼領導人,前身是黑幫打手. |
| 克拉克·杜克 Clark Duke                          | 馬蒂·艾森柏格「單挑王」 Marty Eisenberg（Battle Guy）                      | 戴夫死黨。正義永存聯盟成員。                                 |
| 歐嘉·寇庫莉娜 Olga Kurkulina                    | 卡崔娜·丹布羅斯基「臭俄后」 Katryna Dubrovsky（Mother Russia）             | 健美身材，帶單眼罩，臭B王陣線最強成員。                      |
| 琳蒂·布絲 Lindy Booth                           | 米蘭達·史薇朵「暗夜騷貨」 Miranda Swedlow（Night-Bitch）                   | 正義永存聯盟成員。                                           |
| 約翰·拉奎查莫 John Leguizamo                    | 哈維爾 Javier                                                              | 克里斯家的保鑣。                                             |
| 莫瑞·錢斯諾 Morris Chestnut                     | 馬庫斯·威廉斯 Detective Marcus Williams                                    | 警探，大老霸死後成了明蒂的監護人。                           |
| 賈奈特·布朗 Garrett M. Brown                    | 萊佐斯基先生 Mr. Lizewski                                                  | 戴夫的爸爸。一度誤認戴夫吸毒，反對他的英雄活動。             |
| 克勞蒂亞·李 Claudia Lee                         | 布魯克 Brooke                                                              |                                                              |
| 奧古斯塔·普魯 Augustus Prew                     | 陶德·漢恩斯「爆屌俠」 Todd Haynes（Ass-Kicker）                            | 戴夫死黨。                                                   |
| 唐諾·費森 Donald Faison                         | 「重力博士」 Doctor Gravity                                                | 正義永存聯盟成員。                                           |
| 丹尼爾·卡盧亞 Daniel Kaluuya                    | 「黑死」 Black Death                                                       | 拳擊手，臭B王的打手。                                        |
| 吳湯姆 Tom Wu                                   | 「成吉痴漢」 Genghis Carnage                                               |                                                              |
| 安迪·尼曼 Andy Nyman                            | 大湯尼「致命腫瘤」 Big Tony（The Tumor）                                   |                                                              |
| 羅伯·艾姆斯 Robert Emms                         | 「蟲人」 Insect Man                                                        | 正義永存聯盟成員。                                           |
| 史蒂芬·麥金塔 Steven Mackintosh                 | 湯米爸「別忘了湯米」 Tommy's father / Remembering Tommy                    | 正義永存聯盟成員。                                           |
| 莫妮卡·杜蘭 Monica Dolan                        | 湯米媽「別忘了湯米」 Tommy's mother / Remembering Tommy                    | 正義永存聯盟成員。                                           |
| 黃凱旋 Benedict Wong                            | 吉米·金 Jimmy Kim                                                          | 人蛇集團老大，被正義永存聯盟突襲並痛宰。                     |
| 伊恩·格雷 Iain Glen                             | 拉夫·達米柯 Uncle Ralph D'Amico                                            | 克里斯的叔叔，真正的惡霸。                                   |
| 陶德·波伊斯 Todd Boyce                          | 警察局長 Chief of Police                                                   |                                                              |
| 楊茜·巴特勒 Yancy Butler                        | 安吉·達米柯 Angie D'Amico                                                  | 克里斯的媽媽。因意外而死。                                   |
| 琳賽·馮賽卡 Lyndsy Fonseca                      | 凱蒂·多瑪 Katie Deauxma                                                    | 戴夫女友。                                                   |

- Enzo Cilenti（英语：Enzo Cilenti） 飾演 Javier's sidekick
- 艾拉·彭内爾 飾演 TBC

## 制作
2012年9月7日在加拿大米西索加开拍，其他取景地包括多伦多和伦敦，同年11月23日杀青。

## 爭議
2013年6月24日，占·基利在Twitter寫道自己於桑迪胡克小学枪击案發生前一個月進行了《特攻聯盟2》的拍攝工作，但憑良心說，他不支持片中使用的暴力，並對片中所有工作人員致歉，他並不為接拍了《特攻聯盟2》而感到羞恥，只是近期發生的事件令他改變了心意。
原著漫畫家兼《特攻聯盟2》執行製作人Mark Millar在其官網討論區發文，Mark承認片中有不少打鬥場面，但因片名命為《特攻聯盟2》，有打鬥場面是顯而易見的。

## 评价
媒体综评41分，烂番茄新鲜度32%，评价不高。
好评有：“影片拥有系列第一集粉丝们所期望的一切元素”，“最令人欣喜的是影片基调的变化，在瓦德罗的执导下整部影片变得更加直白和喜剧”，“粗暴有趣且见血封喉，暴力女依然令人惊艳，凯奇的自我发挥也相得益彰，不管怎样，这部影片的粗暴都是发自内心的”。差评有：“第一部的翻新之作，并且还翻的不怎么出色”，“横看竖看都好似一场疯狂的动漫Cosplay，到处都是着装艳丽但傻头傻脑的白痴罪犯”，“没多好，没多坏；整部影片除了粗鲁野蛮和诙谐外空无一物”。

## 票房
美国首周末收获1356万美圆名列第四位，表现不如预期，前作《特攻聯盟》首周末为1980万。香港累计433万港币。

## 续集
科洛·莫瑞兹接受采访时表示，《海扁王2》将不会拍续集。她在采访中说道：“我们为那些粉丝们制作了这些影片，但是如今似乎人们更愿意在网络上看盗版而不是去电影院。《海扁王2》就是当年网络非法下载量最高的电影之一。我们必须向发行商证明我们的电影能够赚到钱来拍到第三、第四部，《海扁王2》票房并不理想，所以我们不能再拍续集了。”